# FC Twente in het seizoen 2024/25 (vrouwen)
Het seizoen 2024/25 is het 18e jaar in het bestaan van de Enschedese vrouwenvoetbalclub FC Twente. De club komt uit in de Eredivisie en neemt ook deel aan het toernooi om de KNVB Beker. Door het behalen van de eerste plaats in het vorige voetbalseizoen is het team gekwalificeerd voor de Champions League.

## Seizoensverloop
Na het behaalde kampioenschap in het seizoen 2023/24 lieten veel speelsters Enschede achter zich. Zo vertrokken de volgende speelsters naar het buitenland: Caitlin Dijkstra en Wieke Kaptein naar respectievelijk VfL Wolfsburg en Chelsea FC, Anna-Lena Stolze en Taylor Ziemer naar 1. FC Köln, Marit Auée en Marisa Olislagers naar Brighton & Hove Albion WFC, Elena Dhont naar US Sassuolo en Leonie Doege naar VfL Bochum. Clubicoon Renate Jansen vertrok naar PSV, terwijl ook Annouk Boshuizen en Fieke Kroese een transfer binnen de Eredivisie maakten door naar respectievelijk ADO Den Haag en AZ te gaan. Tot slot beëindigde Danique Kerkdijk haar carrière, werd de verhuurperiode van Sterre Kroezen aan PEC Zwolle verlengd en tekende Ella Peddemors een contract bij VfL Wolfsburg, maar zij wordt in het seizoen 2024/25 nog verhuurd aan FC Twente. Technisch directeur René Roord moest daardoor bouwen aan een nieuwe selectie. Dit deed hij allereerst door het drietal Charlotte Hulst, Anna Knol en Alieke Tuin weg te plukken bij Fortuna Sittard. Daarnaast werden binnen de eredivisie Merel Bormans, Sophie Proost en Imre van der Vegt overgenomen van sc Heerenveen, Ajax en PEC Zwolle. Tevens werd spits Nikée van Dijk overgenomen van het Belgische Oud-Heverlee Leuven. Ook drie buitenlandse speelsters voegden zich bij FC Twente: de Welshe Olivia Clark kwam over van Bristol City WFC, de IJslandse Amanda Andradóttir werd opgepikt bij Valur Reykjavík en het Australische talent Daniela Galic werd gehaald van Melbourne City FC.
Met deze nieuwe selectie trad FC Twente op 31 augustus 2024 aan in Supercup, waarin het bekerwinnaar Ajax met 6-1 wist te verslagen. Kayleigh van Dooren was in deze wedstrijd belangrijk met een hattrick, terwijl spitsen Nikéé van Dijk en Jaimy Ravensbergen ook tot scoren wisten te komen. Vervolgens begon voor FC Twente de kwalificatierondes voor de Champions League 2024/25. De allereerste tegenstander was Cardiff City FC, dat met 7-0 werd verslagen. In de finale van het minitoernooi op Sportspark Schreurserve in Enschede werd vervolgens met 5-0 afgerekend met Valur Reykjavik, de oude werkgever van Amanda Andradóttir. Hierna volgde een tweeluik tegen het Kroatische Osijek. In de heenwedstrijd in het Stadion Gradski vrt wist FC Twente met een 1-4 uitslag een goede uitgangspositie voor de tweede wedstrijd neer te zetten. Door de tweede wedstrijd met 4-0 te winnen wist FC Twente zich voor het eerst te plaatsen voor de nieuwe opzet van de Champions League. Tijdens de loting werd bekend dat FC Twente in Groep B terechtkwam waarin het Chelsea FC, Real Madrid en Celtic FC trof. Op 29 september 2024 begon voor FC Twente het nieuwe seizoen in de eredivisie met een uitwedstrijd tegen Fortuna Sittard, dat mede dankzij twee doelpunten van Nikéé van Dijk met 1-3 werd verslagen. In de tweede wedstrijd tegen titelconcurrent PSV kwamen de beide ploegen niet verder dan een 0-0 gelijkspel. Voor FC Twente begon op 8 oktober 2024 de groepsfase van de Champions League met een uitwedstrijd tegen Celtic FC. Door twee doelpunten van Kayleigh van Dooren luisterde FC Twente haar debuut in de groepsfase op met een overwinning. Hierna volgde de eerste thuiswedstrijd in de Champions League tegen Chelsea FC. FC Twente kwam in de eerste helft met 0-2 achter en moest ook een derde tegentreffer slikken. Nikée van Dijk wist het eerst doelpunt in de Grolsch Veste voor FC Twente in de groepsfase van de Champions League te maken. Hierna volgden twee ruime nederlagen in de uitwedstrijd tegen Real Madrid en Chelsea FC. Tussendoor kwam FC Twente nipt tekort in de thuiswedstrijd tegen Real Madrid. Hierna was de ploeg uitgeschakeld in Champions League, maar had het wel veel geleerd. In de laatste thuiswedstrijd tegen Celtic FC wist de ploeg de derde plaats nog wel veilig te stellen door met 3-0 te winnen. Ondertussen in de eredivisie was FC Twente in een thuiswedstrijd tegen Excelsior eveneens tegen averij opgelopen nadat het met een flink gewijzigde ploeg na een Champions League wedstrijd niet verder kwam dan 1-1. Zelfs met twee speelsters meer omdat Excelsior tegen twee rode kaarten van Lynn Groenewegen en Katelyn Hendriks was aangelopen, wisten de Tukkers de zege niet naar zich toe te trekken. Na dit gelijkspel volgden overwinning op Telstar en het verrassend goed presterende FC Utrecht. In de topper tegen Ajax stond lang de brilstand op het bord, maar wist Ajax in de tweede helft door een dubieuze penalty en een fantastisch afstandsschot van Tiny Hoekstra alsnog de zege naar zich toe te trekken. De vier eredivisiewedstrijden die hierop volgden zette de ploeg om in overwinningen op Feyenoord, sc Heerenveen, PEC Zwolle en AZ. Voorafgaand aan laatstgenoemde wedstrijd werd bekend dat Peddemors' verhuurbeurt vervroegd werd beëindigd door VfL Wolfsburg. De middenveldster nam afscheid bij FC Twente door de winnende treffer te maken tegen AZ. Op 10 januari 2025 werd Lynn Groenewegen als nieuwe middenveldster gepresenteerd om de concurrentiestrijd aan te gaan met Te Brake, Proost en de overige middenveldsters voor de vrijgekomen plek.

## Selectie en technische staf

### Selectie
| Nr.             | Nat.               | Naam                | Competitie  | Competitie  | Beker       | Beker       | Supercup    | Supercup    | Eredivisie Cup | Eredivisie Cup | Champions League (kwalificaties) | Champions League (kwalificaties) | Totaal      | Totaal      | Seizoen bij FC Twente | Vorige club              | Contract                 |
| Nr.             | Nat.               | Naam                | W           | Goal        | W           | Goal        | W           | Goal        | W              | Goal           | W                                | Goal                             | W           | Goal        | Seizoen bij FC Twente | Vorige club              | Contract                 |
| Doelvrouwen     | Doelvrouwen        | Doelvrouwen         | Doelvrouwen | Doelvrouwen | Doelvrouwen | Doelvrouwen | Doelvrouwen | Doelvrouwen | Doelvrouwen    | Doelvrouwen    | Doelvrouwen                      | Doelvrouwen                      | Doelvrouwen | Doelvrouwen | Doelvrouwen           | Doelvrouwen              | Doelvrouwen              |
| --------------- | ------------------ | ------------------- | ----------- | ----------- | ----------- | ----------- | ----------- | ----------- | -------------- | -------------- | -------------------------------- | -------------------------------- | ----------- | ----------- | --------------------- | ------------------------ | ------------------------ |
| 1               | Vlag van Nederland | Daniëlle de Jong    | 15          | 0           | 4           | 0           | 0           | 0           | 2              | 0              | 1                                | 0                                | 22          | 0           | 2e                    | PSV                      | 30 juni 2025             |
| 16              | Vlag van Wales     | Olivia Clark        | 7           | 0           | 0           | 0           | 1           | 0           | 0              | 0              | 9                                | 0                                | 17          | 0           | 1e                    | Bristol City             | Ontbonden                |
| 16              | Vlag van België    | Diede Lemey         | 0           | 0           | 0           | 0           | 0           | 0           | 0              | 0              | 0                                | 0                                | 0           | 0           | 1e                    | SV Werder Bremen         | 30 juni 2026             |
| 22              | Vlag van Nederland | Fiene Bussman       | 0           | 0           | 0           | 0           | 0           | 0           | 0              | 0              | 0                                | 0                                | 0           | 0           | 2e                    | Ajax                     | 30 juni 2026             |
| 26              | Vlag van Nederland | Kiki Vissers        | 0           | 0           | 0           | 0           | 0           | 0           | 0              | 0              | 0                                | 0                                | 0           | 0           | 1e                    | Borussia Mönchengladbach | 30 juni 2025             |
| Verdedigsters   |                    |                     |             |             |             |             |             |             |                |                |                                  |                                  |             |             |                       |                          |                          |
| 2               | Vlag van Nederland | Kim Everaerts       | 18          | 0           | 2           | 0           | 1           | 0           | 2              | 0              | 8                                | 0                                | 31          | 0           | 4e                    | Borussia Mönchengladbach | 30 juni 2025             |
| 3               | Vlag van Nederland | Merel Bormans       | 3           | 0           | 0           | 0           | 1           | 0           | 0              | 0              | 3                                | 0                                | 7           | 0           | 1e                    | sc Heerenveen            | 30 juni 2026 Verhuurd    |
| 4               | Vlag van Nederland | Lieske Carleer      | 21          | 2           | 4           | 0           | 1           | 0           | 2              | 1              | 10                               | 0                                | 38          | 3           | 2e                    | Arizona State Sun Devils | 30 juni 2027             |
| 5               | Vlag van Nederland | Anna Knol           | 21          | 0           | 4           | 0           | 1           | 0           | 2              | 0              | 10                               | 1                                | 38          | 1           | 1e                    | Fortuna Sittard          | 30 juni 2026             |
| 11              | Vlag van Nederland | Alieke Tuin         | 22          | 3           | 4           | 0           | 1           | 0           | 2              | 0              | 9                                | 2                                | 38          | 5           | 1e                    | Fortuna Sittard          | 30 juni 2026             |
| 12              | Vlag van Nederland | Leonie Vliek        | 20          | 6           | 4           | 0           | 1           | 0           | 1              | 0              | 9                                | 0                                | 35          | 6           | 2e                    | PEC Zwolle               | 30 juni 2027             |
| 32              | Vlag van Nederland | Jette Wiefferink    | 0           | 0           | 0           | 0           | 0           | 0           | 0              | 0              | 0                                | 0                                | 0           | 0           | 1e                    | Jeugd                    | Contractloos             |
| 36              | Vlag van Nederland | Maud Koster         | 0           | 0           | 0           | 0           | 0           | 0           | 1              | 0              | 0                                | 0                                | 1           | 0           | 1e                    | Jeugd                    | 30 juni 2028             |
| Middenveldsters |                    |                     |             |             |             |             |             |             |                |                |                                  |                                  |             |             |                       |                          |                          |
| 6               | Vlag van Nederland | Ella Peddemors      | 8           | 3           | 0           | 0           | 1           | 0           | 0              | 0              | 10                               | 1                                | 20          | 4           | 7e                    | VfL Wolfsburg            | Verhuurperiode beëindigd |
| 6               | Vlag van Nederland | Lynn Groenewegen    | 12          | 2           | 4           | 1           | 0           | 0           | 2              | 0              | 0                                | 0                                | 18          | 3           | 1e                    | Excelsior                | 30 juni 2027             |
| 8               | Vlag van Nederland | Danique van Ginkel  | 22          | 2           | 4           | 0           | 1           | 0           | 2              | 0              | 10                               | 0                                | 39          | 2           | 3e                    | sc Heerenveen            | 30 juni 2027             |
| 10              | Vlag van Nederland | Kayleigh van Dooren | 21          | 5           | 4           | 2           | 1           | 3           | 1              | 0              | 10                               | 8                                | 36          | 18          | 3e                    | PSV                      | 30 juni 2025             |
| 15              | Vlag van Nederland | Jill Diekman        | 7           | 0           | 1           | 0           | 0           | 0           | 2              | 0              | 2                                | 0                                | 12          | 0           | 2e                    | PEC Zwolle               | 30 juni 2026             |
| 18              | Vlag van Nederland | Sophie te Brake     | 18          | 3           | 2           | 0           | 1           | 0           | 2              | 1              | 10                               | 3                                | 33          | 7           | 4e                    | Jeugd                    | 30 juni 2026             |
| 19              | Vlag van Nederland | Sophie Proost       | 6           | 0           | 1           | 0           | 0           | 0           | 2              | 0              | 6                                | 0                                | 15          | 0           | 1e                    | Jong Ajax                | 30 juni 2027             |
| 23              | Vlag van Nederland | Suus Verdaasdonk    | 0           | 0           | 0           | 0           | 0           | 0           | 0              | 0              | 2                                | 1                                | 2           | 1           | 1e                    | Jeugd                    | 30 juni 2026             |
| 24              | Vlag van Australië | Daniela Galic       | 2           | 0           | 0           | 0           | 0           | 0           | 0              | 0              | 7                                | 1                                | 9           | 1           | 1e                    | Melbourne City FC        | 30 juni 2026             |
| 25              | Vlag van Nederland | Imre van der Vegt   | 8           | 0           | 0           | 0           | 0           | 0           | 2              | 0              | 0                                | 0                                | 10          | 0           | 1e                    | PEC Zwolle               | 30 juni 2027             |
| Aanvalsters     |                    |                     |             |             |             |             |             |             |                |                |                                  |                                  |             |             |                       |                          |                          |
| 7               | Vlag van Nederland | Charlotte Hulst     | 20          | 3           | 4           | 2           | 1           | 0           | 0              | 0              | 8                                | 2                                | 33          | 7           | 1e                    | Fortuna Sittard          | 30 juni 2026             |
| 9               | Vlag van Nederland | Jaimy Ravensbergen  | 19          | 23          | 4           | 3           | 1           | 2           | 2              | 4              | 8                                | 2                                | 34          | 34          | 1e                    | ADO Den Haag             | 30 juni 2027             |
| 14              | Vlag van Nederland | Liz Rijsbergen      | 3           | 2           | 2           | 0           | 0           | 0           | 1              | 1              | 0                                | 0                                | 6           | 3           | 1e                    | ADO Den Haag             | 30 juni 2025             |
| 17              | Vlag van IJsland   | Amanda Andradóttir  | 12          | 2           | 2           | 0           | 1           | 0           | 0              | 0              | 8                                | 2                                | 23          | 4           | 1e                    | Valur Reykjavík          | 30 juni 2026             |
| 20              | Vlag van Nederland | Nikée van Dijk      | 21          | 9           | 3           | 1           | 1           | 1           | 2              | 3              | 8                                | 4                                | 35          | 18          | 1e                    | Oud-Heverlee Leuven      | 30 juni 2026             |
| 27              | Vlag van Nederland | Eva Oude Elberink   | 6           | 0           | 2           | 0           | 0           | 0           | 2              | 0              | 1                                | 0                                | 11          | 0           | 2e                    | Jeugd                    | 30 juni 2028             |
| 29              | Vlag van Nederland | Rose Ivens          | 19          | 2           | 2           | 1           | 1           | 0           | 0              | 0              | 7                                | 0                                | 29          | 3           | 2e                    | Jeugd                    | 30 juni 2027             |
| 37              | Vlag van Nederland | Liv Pennock         | 0           | 0           | 0           | 0           | 0           | 0           | 0              | 0              | 0                                | 0                                | 0           | 0           | 1e                    | Jeugd                    | Contractloos             |
| Nr.             | Nat.               | Naam                | W           | Goal        | W           | Goal        | W           | Goal        | W              | Goal           | W                                | Goal                             | W           | Goal        | Seizoen bij FC Twente | Vorige club              | Contract                 |
| Nr.             | Nat.               | Naam                | Competitie  | Competitie  | Beker       | Beker       | Supercup    | Supercup    | Eredivisie Cup | Eredivisie Cup | Champions League kwalificatie    | Champions League kwalificatie    | Totaal      | Totaal      | Seizoen bij FC Twente | Vorige club              | Contract                 |

### Legenda
| # | Reden                                          |
| - | ---------------------------------------------- |
|   | Heeft de club in het lopende seizoen verlaten. |

### Technische staf
| Naam           | Functie           |
| -------------- | ----------------- |
| Joran Pot      | Hoofdtrainer      |
| Kirsten Bakker | Assistent-trainer |

## Transfers

### Zomer

#### Aangetrokken 2024/25
| Nat.               | Naam               | Van                 | Contract     | Bijzonderheden |
| ------------------ | ------------------ | ------------------- | ------------ | -------------- |
| Vlag van IJsland   | Amanda Andradóttir | Valur Reykjavík     | 30 juni 2026 |                |
| Vlag van Nederland | Merel Bormans      | sc Heerenveen       | 30 juni 2026 |                |
| Vlag van Wales     | Olivia Clark       | Bristol City        | 30 juni 2026 |                |
| Vlag van Nederland | Nikée van Dijk     | Oud-Heverlee Leuven | 30 juni 2026 |                |
| Vlag van Australië | Daniela Galic      | Melbourne City FC   | 30 juni 2026 |                |
| Vlag van Nederland | Charlotte Hulst    | Fortuna Sittard     | 30 juni 2026 |                |
| Vlag van Nederland | Anna Knol          | Fortuna Sittard     | 30 juni 2026 |                |
| Vlag van Nederland | Ella Peddemors     | VfL Wolfsburg       | 30 juni 2025 | Huur           |
| Vlag van Nederland | Sophie Proost      | Jong Ajax           | 30 juni 2027 |                |
| Vlag van Nederland | Alieke Tuin        | Fortuna Sittard     | 30 juni 2026 |                |
| Vlag van Nederland | Imre van der Vegt  | PEC Zwolle          | 30 juni 2025 |                |

#### Vertrokken 2024/25
| Nat.                      | Naam              | Naar                   | Bijzonderheden          |
| ------------------------- | ----------------- | ---------------------- | ----------------------- |
| Vlag van Nederland        | Marit Auée        | Brighton & Hove Albion |                         |
| Vlag van Nederland        | Annouk Boshuizen  | ADO Den Haag           |                         |
| Vlag van België           | Elena Dhont       | US Sassuolo            |                         |
| Vlag van Nederland        | Caitlin Dijkstra  | VfL Wolfsburg          | Terug na huur           |
| Vlag van Duitsland        | Leonie Doege      | VfL Bochum             |                         |
| Vlag van Nederland        | Renate Jansen     | PSV                    |                         |
| Vlag van Nederland        | Danique Kerkdijk  |                        | Gestopt                 |
| Vlag van Nederland        | Wieke Kaptein     | Chelsea F.C.           | Terug na huur           |
| Vlag van Nederland        | Fieke Kroese      | AZ                     |                         |
| Vlag van Nederland        | Sterre Kroezen    | PEC Zwolle             | Verhuurperiode verlengd |
| Vlag van Nederland        | Marisa Olislagers | Brighton & Hove Albion |                         |
| Vlag van Nederland        | Ella Peddemors    | VfL Wolfsburg          |                         |
| Vlag van Duitsland        | Anna-Lena Stolze  | 1. FC Köln             |                         |
| Vlag van Verenigde Staten | Taylor Ziemer     | 1. FC Köln             |                         |

### Jeugdopleiding

#### Aangetrokken 2024/25
| Nat.               | Naam         | Contract     | Bijzonderheden |
| ------------------ | ------------ | ------------ | -------------- |
| Vlag van Nederland | Rose Ivens   | 30 juni 2027 |                |
| Vlag van Nederland | Kiki Vissers | 30 juni 2025 |                |

#### Vertrokken 2024/25
| Nat.               | Naam            | Naar          | Bijzonderheden |
| ------------------ | --------------- | ------------- | -------------- |
| Vlag van Nederland | Linden Alkema   | De Graafschap |                |
| Vlag van Nederland | Indy Appelmann  | sc Heerenveen |                |
| Vlag van Nederland | Bibi van Engen  | De Graafschap |                |
| Vlag van Nederland | Lotte Masseling | De Graafschap |                |
| Vlag van Nederland | Chayenne Mulder | De Graafschap |                |
| Vlag van Nederland | Sam Roddenhof   | De Graafschap |                |
| Vlag van Nederland | Marit Speek     | sc Heerenveen |                |
| Vlag van Nederland | Sofie Vermeer   | SV Saestum    |                |

### Winter

#### Aangetrokken 2024/25
| Nat.               | Naam             | Van              | Bijzonderheden |
| ------------------ | ---------------- | ---------------- | -------------- |
| Vlag van Nederland | Lynn Groenewegen | Excelsior        | Transfersom    |
| Vlag van België    | Diede Lemey      | SV Werder Bremen |                |

#### Vertrokken 2024/25
| Nat.               | Naam           | Naar               | Bijzonderheden           |
| ------------------ | -------------- | ------------------ | ------------------------ |
| Vlag van Nederland | Merel Bormans  | FC Utrecht         | Huur                     |
| Vlag van Wales     | Olivia Clark   | Leicester City WFC |                          |
| Vlag van Nederland | Ella Peddemors | VfL Wolfsburg      | Verhuurperiode beëindigd |

## Wedstrijdstatistieken

### Oefenwedstrijden[54]
| Oefenwedstrijd 1                                                                            | FC Twente                                                                                               | 2 –2 (1 – 1)     | FC Utrecht | Opstelling FC Twente |
| 29 juni 2024 Aanvangstijd: 14.30 uur Plaats: Hengelo Sportpark Slangenbeek                  | Jaimy Ravensbergen 18' Kayleigh van Dooren 53'                                                          | Wedstrijdverslag | 13' Tami Groenendijk 83' Elisha Kruize | Eerste 30 minuten: Bussman, Wiefferink, Carleer, Te Brake, Oudenampsen, Bijvank, Brendel, Diekman, Vliek, Ravensbergen, Van Dijk Tweede 30 minuten: Bussman ( 45' Vissers), Everaerts, Van Ginkel, Oudenampsen, Te Brake, Vliek, Peddemors, Ravensbergen, Van Dooren, Hulst Derde 30 minuten: Vissers, Everaerts, Van Ginkel, Fuite, Wiefferink, Bijvank, Diekman, Peddemors, Van Dijk, Van Dooren, Hulst |
| Oefenwedstrijd 2                                                                            | Nederland O19                                                                                           | 1 – 3 (0 – 1)    | FC Twente | Opstelling FC Twente |
| 8 juli 2024 Aanvangstijd: Onbekend Plaats: Zeist KNVB Campus                                | Onbekend                                                                                                | Wedstrijdverslag | 25' Nikée van Dijk 88' Juul Oudenampsen 90' Kayleigh van Dooren                                                                             | Vissers, Everaerts, Carleer ( 60' Wiefferink), Te Brake, Tuin ( 75' Oudenampsen), Peddemors, Van Ginkel, Van Dooren, Hulst ( 60' Oude Elberink), Van Dijk ( 75' Bijvank), Diekman ( 25' Ravensbergen) |
| Oefenwedstrijd 3                                                                            | PEC Zwolle                                                                                              | 1 – 2 (0 – 1)    | FC Twente | Opstelling FC Twente |
| 13 juli 2024 Aanvangstijd: 14.00 uur Plaats: Zwolle Sportpark De Vegtlust                   | Zoë Zuidberg 51'                                                                                        | Wedstrijdverslag | 12' Jaimy Ravensbergen 84' (e.d.) Onbekend                                                                                                  | Bussman, Everaerts, Carleer, Te Brake, Tuin, Van Ginkel ( 65' Bijvank), Peddemors ( 46' Van Dijk), Van Dooren ( 46' Diekman), Wiefferink ( 65' Koster), Ravensbergen ( 80' Peddemors), Hulst ( 46' Oude Elberink) |
| Oefenwedstrijd 4                                                                            | FC Gütersloh                                                                                            | 0 – 8 (0 – 5)    | FC Twente | Opstelling FC Twente |
| 6 augustus 2024 Aanvangstijd: 18.00 uur Plaats: Oestinghausen Sportplatz Gemeinschaftshalle | | Wedstrijdverslag | 9', 31' (pen) Kayleigh van Dooren 21' Jaimy Ravensbergen 26' Amanda Andradóttir 40' Alieke Tuin 60', 68' Nikée van Dijk 89' Charlotte Hulst | Vissers, Bijvank, Koster, Knol, Tuin, Van Ginkel, Van Dooren, Verdaasdonk, Andradóttir, Ravensbergen, Ivens Tweede helft: Bussman, Everaerts, Bormans, Carleer, Wiefferink, Te Brake, Peddemors, Diekman, Hulst, Van Dijk, Galic |
| Oefenwedstrijd 5                                                                            | FC Twente                                                                                               | 1 – 5 (0 – 2)    | VfL Wolfsburg | Opstelling FC Twente |
| 10 augustus 2024 Aanvangstijd: 14.00 uur Plaats: Deurningen Sportpark 't Hoge Vonder        | Kayleigh van Dooren 89'                                                                                 | Wedstrijdverslag | 20' Sveindís Jane Jónsdóttir 44', 82' Lineth Beerensteyn 72' Luca Papp 75' Fenna Kalma                                                      | Eerste helft: Clark, Everaerts, Knol, Bormans, Bijvank, Van Ginkel, Te Brake, Galic, Andradóttir, Ravensbergen, Ivens Tweede helft: De Jong, Wiefferink, Koster, Carleer, Tuin, Verdaasdonk, Van Dooren, Peddemors, Hulst, Van Dijk, Diekman |
| Oefenwedstrijd 6                                                                            | SG Essen-Schönebeck                                                                                     | 2 – 0 (1 – 0)    | FC Twente | Opstelling FC Twente |
| 17 augustus 2024 Aanvangstijd: 14.00 uur Plaats: Essen Sportzentrum Helker Berg             | Annalena Rieke 8' Lilli Purtscheller 62'                                                                | Wedstrijdverslag | | Eerste 60 minuten: Clark, Vliek ( 30' Bijvank), Carleer, Knol, Wiefferink, Te Brake, Van Dooren, Galic, Andradóttir, Ravensbergen, Ivens Tweede 60 minuten: Bussman ( 90' Vissers, Bormans, Koster, Tuin, Peddemors, Van Ginkel, Proost ( 105' Bijvank), Verdaasdonk, Van Dijk, Hulst, Diekman |
| Oefenwedstrijd 7                                                                            | RSC Anderlecht                                                                                          | 0 – 1 (0 – 1)    | FC Twente | Opstelling FC Twente |
| 24 augustus 2024 Aanvangstijd: 14.00 uur Plaats: Nuenen Sportpark Oude Landen               | | Wedstrijdverslag | 21' Ella Peddemors | Clark, Vliek ( 65' Verdaasdonk), Knol, Carleer, Tuin ( 77' Bormans), Van Ginkel, Van Dooren ( 78' Galic), Te Brake ( 78' Proost), Hulst ( 78' Ivens), Van Dijk ( 78' Ravensbergen), Peddemors ( 77' Andradóttir) |
| Oefenwedstrijd 8                                                                            | ACV Assen                                                                                               | 0 – 4 (0 – 1)    | FC Twente | Opstelling FC Twente |
| 27 augustus 2024 Aanvangstijd: 17.30 uur Plaats: Assen Sportpark ICT Specialist             | | Wedstrijdverslag | 30' Daniela Galic 47', 55' Jaimy Ravensbergen 90' Jette Wiefferink                                                                          | Vissers ( 46' Bussman), Everaerts ( 46' Oudenampsen), Koster ( 75' Booij), Bormans, Wiefferink ( 66' Bijvank), Galic ( 66' Brendel), Verdaasdonk, Proost ( 77' Wiefferink), Andradóttir, Ravensbergen, Ivens |
| Oefenwedstrijd 9                                                                            | FC Twente                                                                                               | 8 – 0 (6 – 0)    | Gibraltar V | Opstelling FC Twente |
| 3 december 2024 Aanvangstijd: 14.30 uur Plaats: Enschede Sportpark Schreurserve             | Jaimy Ravensbergen 1', 19' Lieske Carleer 9', 17' Merel Bormans 11' Jill Diekman 45', 67' Britt Hof 88' | Wedstrijdverslag | | Eerste helft: Bussman, Brendel, Bormans, Knol, Tuin, Diekman, Van der Vegt, Bijvank, Pennock, Ravensbergen, Reemst Tweede helft: Doeschot, Booij, Knol, Bormans ( 65' Brendel), Meijer, Renleo, Van der Vegt ( 60' Brand), Diekman, Pennock ( 60' Van Koningsveld), Hoff, Reemst |
| Oefenwedstrijd 10                                                                           | VfL Wolfsburg                                                                                           | 2 – 1 (1 – 0)    | FC Twente | Opstelling FC Twente |
| 13 januari 2025 Aanvangstijd: 15.00 uur Plaats: Almancil                                    | Lynn Wilms 30' Ariana Arias 65'                                                                         | Wedstrijdverslag | 69' Suus Verdaasdonk | Eerste 50 minuten: Bussman, Van der Vegt, Bormans ( 25' Knol), Carleer, Tuin, Van Ginkel, Diekman ( 38' Van Dooren), Groenewegen, Hulst, Ravensbergen, Pennock Tweede 50 minuten: Vissers, Everaerts, Knol, Koster, Oudenampsen, Verdaasdonk, Van Dooren, Te Brake, Vliek, Van Dijk, Ivens |
| Oefenwedstrijd 11                                                                           | FC Twente                                                                                               | 0 – 1 (0 – 0)    | PEC Zwolle | Opstelling FC Twente |
| 18 maart 2025 Aanvangstijd: Onbekend Plaats: Enschede Sportpark Schreurserve                | | Wedstrijdverslag | 49' Inske Weiman | Lemey, Everaerts, Van Ginkel ( 46' Knol), Te Brake, Van der Vegt, Proost ( 46' (Van Dooren), Galic, Diekman, Andradóttir ( 60' Hulst), Van Dijk, Oude Elberink |
| Oefenwedstrijd 12                                                                           | FC Twente                                                                                               | 5 – 2 (0 – 0)    | sc Heerenveen | Opstelling FC Twente |
| 25 april 2025 Aanvangstijd: 12.15 uur Plaats: Heino Sportpark De Kampen                     | Imre van der Vegt 9', 57' Amanda Andradóttir 24' Nikée van Dijk 36' (pen) 42'                           | Wedstrijdverslag | 43' Hester Algra 80' (pen) Evi Maatman | Lemey, Van der Vegt, Te Brake, Booij ( 45' Koster), Everaerts ( 62' Booij), Proost, Galic, Andradóttir ( 45' Oudenampsen), Rijsbergen ( 45' Pennock), Van Dijk, Oude Elberink |

### Eredivisie
|       | ADO Den Haag | Ajax  | AZ Alkmaar | Excelsior | Feyenoord | Fortuna Sittard | sc Heerenveen | PEC Zwolle | PSV   | Telstar | FC Utrecht |
| ----- | ------------ | ----- | ---------- | --------- | --------- | --------------- | ------------- | ---------- | ----- | ------- | ---------- |
| Thuis | 7 – 0        | 5 – 1 | 3 – 2      | 1 – 1     | 3 – 2     | 4 – 1           | 3 – 0         | 2 – 1      | 0 – 0 | 3 – 1   | 3 – 1      |
| Uit   | 0 – 4        | 2 – 0 | 0 – 1      | 1 – 10    | 1 – 4     | 1 – 3           | 0 – 4         | 0 – 3      | 2 – 2 | 1 – 2   | 1 – 2      |

| Speelronde 1                                                                       | Fortuna Sittard | 1 – 3 (1 – 3)    | FC Twente | Opstelling FC Twente |
| 29 september 2024 Aanvangstijd: 16.45 uur Plaats: Sittard Fortuna Sittard Stadion  | Lakeesha Eijken 2' | Wedstrijdverslag | 8' Sophie te Brake 13', 20' Nikée van Dijk | Clark, Vliek, Knol, Carleer ( 63' Bormans), Tuin ( 74' Everaerts), Van Ginkel, Van Dooren, Te Brake ( 62' Proost), Hulst ( 46' Andradóttir), Van Dijk, Peddemors ( 87' Ivens)                   |
| Speelronde 2                                                                       | FC Twente | 0 – 0 (0 – 0)    | PSV | Opstelling FC Twente |
| 5 oktober 2024 Aanvangstijd: 16.30 uur Plaats: Enschede De Grolsch Veste           | | Wedstrijdverslag | 80' Nina Nijstad | Clark, Everaerts, Knol, Carleer, Tuin, Van Ginkel, Van Dooren ( 86' Ravensbergen), Te Brake ( 71' Andradóttir), Vliek ( 71' Ivens), Van Dijk, Peddemors                                         |
| Speelronde 3                                                                       | FC Twente | 1 – 1 (0 – 0)    | Excelsior | Opstelling FC Twente |
| 12 oktober 2024 Aanvangstijd: 14.00 uur Plaats: Enschede Sportpark Schreurserve    | Jaimy Ravensbergen 80' | Wedstrijdverslag | 18' Yara Helderman 54' 84' Lynn Groenewegen 90+6' Lieke de With 90+8' Katelyn Hendriks                                                                                    | De Jong, Everaerts, Knol, Bormans, Vliek ( 46' Tuin), Te Brake ( 70' Proost), Peddemors ( 70' Van Ginkel), Ivens ( 63' Oude Elberink), Galic ( 63' Van Dooren), Andradóttir, Ravensbergen       |
| Speelronde 4                                                                       | Telstar | 1 – 2 (0 – 2)    | FC Twente | Opstelling FC Twente |
| 20 oktober 2024 Aanvangstijd: 16.45 uur Plaats: Velsen-Zuid 711 Stadion            | Chinatsu Kira Isabelle Nottet 86' Anna van der Vlist 87' Mila Lagcher 90'                                                 | Wedstrijdverslag | 13' Jaimy Ravensbergen 28' Nikée van Dijk | Clark, Vliek, Knol, Carleer, Tuin, Van Ginkel, Van Dooren ( 83' Oude Elberink), Te Brake, Hulst ( 62' Ivens), Ravensbergen, Van Dijk ( 90' Proost)                                              |
| Speelronde 5                                                                       | FC Twente | 3 – 1 (2 – 1)    | FC Utrecht | Opstelling FC Twente |
| 3 november 2024 Aanvangstijd: 16.45 uur Plaats: Enschede Sportcomplex Schreurserve | Kayleigh van Dooren 11' Ella Peddemors 44' Leonie Vliek 80' Nikée van Dijk 90+4'                                          | Wedstrijdverslag | 26' Nurija van Schoonhoven 62' Joni Paliama 79' Sophie Cobussen | Clark, Vliek, Knol, Carleer, Tuin, Van Ginkel, Van Dooren ( 85' Everaerts), Peddemors, Hulst ( 85' Ivens), Van Dijk, Andradóttir                                                                |
| Speelronde 6                                                                       | Ajax | 2 – 0 (0 – 0)    | FC Twente | Opstelling FC Twente |
| 9 november 2024 Aanvangstijd: 14.00 uur Plaats: Amsterdam Sportpark De Toekomst    | Sherida Spitse 62' (pen) Tiny Hoekstra 90+3'                                                                              | Wedstrijdverslag | | Clark, Vliek, Knol, Carleer ( 84' Bormans), Tuin ( 46' Everaerts), Van Ginkel, Van Dooren ( 65' Oude Elberink), Peddemors, Hulst ( 46' Ivens), Van Dijk, Andradóttir ( 77' Te Brake)            |
| Speelronde 8                                                                       | FC Twente | 3 – 2 (2 – 2)    | Feyenoord | Opstelling FC Twente |
| 24 november 2024 Aanvangstijd: 12.15 uur Plaats: Enschede Sportpark Schreurserve   | Ella Peddemors 8' Jaimy Ravensbergen 31' Sophie te Brake 49'                                                              | Wedstrijdverslag | 20', 33' Ella Van Kerkhoven 57' Tess van Bentem | Clark, Everaerts, Te Brake, Carleer, Tuin, Van Ginkel, Van Dooren ( 46' Proost), Peddemors, Ravensbergen, Andradóttir ( 81' Van Dijk)                                                           |
| Speelronde 9                                                                       | sc Heerenveen | 0 – 4 (0 – 1)    | FC Twente | Opstelling FC Twente |
| 7 december 2024 Aanvangstijd: 14.00 uur Plaats: Heerenveen Sportpark Skoatterwald  | | Wedstrijdverslag | 45+1' Kayleigh van Dooren 51' Amanda Andradóttir 60' Jaimy Ravensbergen 90+2' Rose Ivens                                                                                  | Clark, Vliek, Knol, Carleer, Tuin ( 46' Everaerts), Van Ginkel ( 67' Te Brake), Van Dooren, Peddemors, Hulst ( 79' Diekman), Ravensbergen ( 67' Van Dijk), Andradóttir ( 67' Ivens)             |
| Speelronde 10                                                                      | FC Twente | 2 – 1 (0 – 0)    | PEC Zwolle | Opstelling FC Twente |
| 14 december 2024 Aanvangstijd: 14.0p uur Plaats: Enschede Sportpark Schreurserve   | Jaimy Ravensbergen 59', 68'                                                                                               | Wedstrijdverslag | 70' Zoë Zuidberg | De Jong, Vliek ( 78' Van Dijk), Knol, Carleer, Tuin, Van Ginkel, Van Dooren ( 77' Diekman), Peddemors ( 78' Te Brake), Hulst ( 68' Everaerts), Ravensbergen, Ivens ( 90+3' Galic)               |
| Speelronde 11                                                                      | AZ | 0 – 1 (0 – 0)    | FC Twente | Opstelling FC Twente |
| 22 december 2024 Aanvangstijd: 12.15 uur Plaats: Wijdewormer AFAS Trainingscomplex | Femke Liefting 90+2' | Wedstrijdverslag | 87' Ella Peddemors | De Jong, Knol, Te Brake, Carleer, Tuin ( 73' Van der Vegt), Van Ginkel, Van Dooren ( 77' Van Dijk), Peddemors, Hulst, Ravensbergen, Ivens                                                       |
| Speelronde 12                                                                      | FC Twente | 4 – 1 (2 – 1)    | Fortuna Sittard | Opstelling FC Twente |
| 18 januari 2025 Aanvangstijd: 16.30 uur Plaats: Enschede Sportpark Schreurserve    | Charlotte Hulst 9' Jaimy Ravensbergen 24', 65' Alieke Tuin 62'                                                            | Wedstrijdverslag | 12' Maud van Berlo | De Jong, Vliek ( 76' Everaerts), Knol, Carleer, Tuin ( 85' Van der Vegt), Van Dooren, Te Brake ( 76' Groenewegen), Hulst ( 85' Diekman), Ravensbergen, Ivens ( 76' Van Dijk)                    |
| Speelronde 13                                                                      | FC Utrecht | 1 – 2 (1 – 0)    | FC Twente | Opstelling FC Twente |
| 26 januari 2025 Aanvangstijd: 12.15 uur Plaats: Utrecht Sportcomplex Zoudenbalch   | Dieke van Straten 39' Nurija van Schoonhoven 65' Tami Groenendijk 85'                                                     | Wedstrijdverslag | 54' Jaimy Ravensbergen 90+2', 90+5' Nikée van Dijk | De Jong, Vliek, Knol, Carleer, Tuin, Van Ginkel, Van Dooren, Groenewegen ( 86' Te Brake), Hulst ( 61' Van Dijk), Ravensbergen, Ivens ( 86' Everaerts)                                           |
| Speelronde 14                                                                      | PSV | 2 – 2 (0 – 1)    | FC Twente | Opstelling FC Twente |
| 1 februari 2025 Aanvangstijd: 16.30 uur Plaats: Eindhoven PSV Campus De Herdgang   | Chimera Ripa 48' Fleur Stoit 83' Riola Xhemaili 85'                                                                       | Wedstrijdverslag | 10' Rose Ivens 26' Kayleigh van Dooren 50' Danique van Ginkel 74' Leonie Vliek                                                                                            | De Jong, Vliek, Knol, Carleer, Tuin, Van Ginkel, Van Dooren, Groenewegen, Hulst ( 82' Van Dijk), Ravensbergen, Ivens                                                                            |
| Speelronde 15                                                                      | FC Twente | 3 – 1 (3 – 1)    | Telstar | Opstelling FC Twente |
| 9 februari 2025 Aanvangstijd: 12.15 uur Plaats: Enschede Sportpark Schreurserve    | Leonie Vliek 5' Jaimy Ravensbergen 13', 15'                                                                               | Wedstrijdverslag | 38' Jannette van Belen 78' Isabelle Nottet | De Jong, Vliek, Knol, Carleer, Tuin ( 85' Van der Vegt), Van Ginkel, Van Dooren ( 67' Diekman), Groenewegen ( 81' Te Brake), Hulst ( 67' Everaerts), Ravensbergen, Ivens ( 81' Van Dijk)        |
| Speelronde 7 (inhaalduel)                                                          | ADO Den Haag | 0 – 4 (0 – 2)    | FC Twente | Opstelling FC Twente |
| 12 februari 2025 Aanvangstijd: 18.45 uur Plaats: Den Haag Bingoal Stadion          | | Wedstrijdverslag | 4', 25', 58' Jaimy Ravensbergen Kayleigh van Dooren 63' Nikée van Dijk 78'                                                                                                | De Jong, Vliek ( 78' Everaerts), Knol, Carleer, Tuin ( 78' Van der Vegt), Van Ginkel ( 78' Oude Elberink), Van Dooren, Groenewegen, Hulst, Ravensbergen ( 71' Van Dijk), Ivens ( 71' Diekman)   |
| Speelronde 16                                                                      | FC Twente | 7 – 0 (6 – 0)    | ADO Den Haag | Opstelling FC Twente |
| 2 maart 2025 Aanvangstijd: 16.45 uur Plaats: Enschede Sportpark Schreurserve       | Charlotte Hulst 6' Alieke Tuin 9' Kayleigh van Dooren 12' Jaimy Ravensbergen 24' Leonie Vliek 26', 63' Lieske Carleer 42' | Wedstrijdverslag | | De Jong, Vliek ( 70' Oude Elberink), Knol, Carleer ( 46' Te Brake), Tuin, Van Ginkel, Van Dooren, Groenewegen ( 82' Diekman), Hulst, Ravensbergen ( 69' Van Dijk), Ivens ( 46' Everaerts)       |
| Speelronde 17                                                                      | Feyenoord | 1 – 4 (0 – 2)    | FC Twente | Opstelling FC Twente |
| 8 maart 2025 Aanvangstijd: 14.00 uur Plaats: Rotterdam Sportcomplex Varkenoord     | Esmee de Graaf 51' | Wedstrijdverslag | 29' Kayleigh van Dooren 39' Lynn Groenewegen 59' Alieke Tuin 84' Sophie te Brake                                                                                          | De Jong, Vliek, Knol, Carleer, Tuin ( 82' Everaerts), Van Ginkel, Van Dooren ( 87' Diekman), Groenewegen ( 82' Te Brake), Hulst ( 87' Andradóttir), Ravensbergen ( 87' Van Dijk), Ivens         |
| Speelronde 18                                                                      | FC Twente | 3 – 0 (0 – 0)    | sc Heerenveen | Opstelling FC Twente |
| 23 maart 2025 Aanvangstijd: 12.15 uur Plaats: Enschede Sportpark Schreurserve      | Jaimy Ravensbergen 47' Chantal Schouwstra 52' (e.d.) Nikée van Dijk 57'                                                   | Wedstrijdverslag | | De Jong, Vliek ( 90' Oude Elberink), Knol, Carleer, Tuin ( 90' Van der Vegt), Van Ginkel, Van Dijk, Groenewegen ( 79' Te Brake), Hulst, Ravensbergen ( 79' Everaerts), Ivens ( 71' Andradóttir) |
| Speelronde 19                                                                      | Excelsior | 1 – 10 (0 – 6)   | FC Twente | Opstellig FC Twente |
| 29 maart 2025 Aanvangstijd: 16.30 uur Plaats: Rotterdam Van Donge & De Roo Stadion | Albína Goretkiová 42' Shi-Jona Martina 62' Yaël Mollink 71'                                                               | Wedstrijdverslag | 21' Lieske Carleer 23', 27' Danique van Ginkel 39', 41' Leonie Vliek 45+4', 53', 70' Jaimy Ravensbergen 59' Lynn Groenewegen 90+1' Imre van der Vegt 90+3' Nikée van Dijk | De Jong, Vliek, Knol, Carleer, Tuin, Van Ginkel, Van Dooren ( 71' Te Brake), Groenewegen ( 89' Van der Vegt), Hulst ( 89' Everaerts), Ravensbergen ( 71' Van Dijk), Ivens ( 80' Andradóttir)    |
| Speelronde 20                                                                      | FC Twente | 5 – 1 (4 – 1)    | Ajax | Opstelling FC Twente |
| 21 april 2025 Aanvangstijd: 12.15 uur Plaats: Enschede De Grolsch Veste            | Jaimy Ravensbergen 12', 20' Liz Rijsbergen 24' Kayleigh van Dooren 27' Danique van Ginkel 67' Amanda Andradóttir 88'      | Wedstrijdverslag | 18' Danique Noordman 67' Lily Yohannes | De Jong, Vliek, Knol, Carleer, Tuin, Van Ginkel ( 73' Te Brake), Van Dooren ( 87' Van Dijk), Groenewegen, Hulst ( 72' Everaerts), Ravensbergen, Ivens ( 19' Rijsbergen) ( 86' Andradóttir)      |
| Speelronde 21                                                                      | PEC Zwolle | 0 – 3 (0 – 2)    | FC Twente | Opstelling FC Twente |
| 3 mei 2025 Aanvangstijd: 14.00 uur Plaats: Zwolle MAC³PARK stadion                 | | Wedstrijdverslag | 3' Charlotte Hulst 11' Liz Rijsbergen 74' Kayleigh van Dooren | De Jong, Vliek, Knol, Carleer, Tuin ( 64' Van der Vegt), Van Ginkel ( 84' Proost), Van Dooren ( 78' Van Dijk), Groenewegen ( 64' Te Brake), Hulst, Ravensbergen, Rijsbergen ( 78' Andradóttir)  |
| Speelronde 22                                                                      | FC Twente | 3 – 2 (1 – 2)    | AZ | Opstelling FC Twente |
| 17 mei 2025 Aanvangstijd: 14.00 uur Plaats: Enschede Sportpark Schreurserve        | Jaimy Ravensbergen 39', 59', 83' (pen)                                                                                    | Wedstrijdverslag | 5' Karlijn Woons 9' Desiree van Lunteren | De Jong, Vliek, Knol, Carleer, Tuin ( 80' Van der Vegt), Van Ginkel, Van Dooren ( 46' Van Dijk), Groenewegen ( 57' Proost), Hulst ( 46' Everaerts), Ravensbergen, Rijsbergen                    |

### KNVB Beker
| Achtste Finales                                                                  | Ajax                                                  | 0 – 2 (0 – 2)    | FC Twente                                                                                        | Opstelling FC Twente |
| 15 februari 2025 Aanvangstijd: 17.00 uur Plaats: Amsterdam Sportpark De Toekomst | Bo van Egmond 48'                                     | Wedstrijdverslag | 21' 58' Rose Ivens 44' Kayleigh van Dooren                                                       | De Jong, Everaerts, Knol, Carleer, Tuin, Van Ginkel, Van Dooren ( 83' Diekman), Groenewegen, Hulst ( 66' Van Dijk), Ravensbergen ( 83' Vliek), Ivens ( 90' Oude Elberink)                       |
| Kwartfinales                                                                     | FC Twente                                             | 1 – 0 (1 – 0)    | ADO Den Haag                                                                                     | Opstelling FC Twente |
| 15 maart 2025 Aanvangstijd: 19.00 uur Plaats: Enschede Sportpark Schreurserve    | Jaimy Ravensbergen 14' Danique van Ginkel 56'         | Wedstrijdverslag | 62' Lauren Glotzbach 88' June Burgers                                                            | De Jong, Vliek, Knol, Carleer, Tuin, Van Ginkel, Van Dooren ( 74' Te Brake), Groenewegen, Hulst, Ravensbergen, Ivens                                                                            |
| Halve finales                                                                    | SV Saestum                                            | 1 – 5 (1 – 3)    | FC Twente                                                                                        | Opstelling FC Twente |
| 12 april 2025 Aanvangstijd: 14.00 uur Plaats: Zeist Sportpark Saestum            | Jill van de Haar 15' 30'                              | Wedstrijdverslag | 7', 59' Charlotte Hulst 38' Kayleigh van Dooren 38', 45+3' Jaimy Ravensbergen 54' Nikée van Dijk | De Jong, Vliek, Knol, Carleer ( 46' Te Brake), Tuin, Van Ginkel ( 66' Proost), Van Dooren ( 46' Van Dijk), Groenewegen, Hulst, Ravensbergen ( 66' Oude Elberink), Andradóttir ( 46' Rijsbergen) |
| Finale                                                                           | PSV                                                   | 1 – 2 (0 – 0)    | FC Twente                                                                                        | Opstelling FC Twente |
| 10 mei 2025 Aanvangstijd: 14.00 uur Plaats: Rotterdam Spartastadion Het Kasteel  | Sara Thrige 6' Sisca Folkertsma 50' Renate Jansen 74' | Wedstrijdverslag | 39' Alieke Tuin 52' Lynn Groenewegen 65' Kayleigh van Dooren 79' Leonie Vliek                    | De Jong, Vliek, Knol, Carleer, Tuin ( 86' Everaerts), Van Ginkel, Van Dooren, Groenewegen, Hulst ( 74' Andradóttir), Ravensbergen, Rijsbergen ( 86' Van Dijk)                                   |

### Supercup
| Finale                                                                     | FC Twente                                                                                               | 6 – 1 (2 – 1)    | Ajax                                  | Opstelling FC Twente |
| 31 augustus 2024 Aanvangstijd: 14.00 uur Plaats: Enschede De Grolsch Veste | Kayleigh van Dooren 28', 42', 63' Nikée van Dijk 57' Danique van Ginkel 76' Jaimy Ravensbergen 78', 82' | Wedstrijdverslag | 27' Lotte Keukelaar 78' Deau den Turk | Clark, Vliek ( 70' Everaerts), Knol ( 60' Bormans), Carleer, Tuin, Van Ginkel, Van Dooren, Te Brake ( 46' Andradóttir), Hulst ( 70' Ivens), Van Dijk ( 70' Ravensbergen), Peddemors |

### Eredivisie Cup
| Halve Finale                                                                   | FC Twente | 7 – 4 (3 – 1)              | FC Utrecht | Opstelling FC Twente |
| 21 mei 2025 Aanvangstijd: 19.30 uur Plaats: Enschede Sportpark Schreurserve    | Liz Rijsbergen 2' Lieske Carleer 11' Jaimy Ravensbergen 18' Nikée van Dijk 50', 56', 81' Sophie te Brake 65'                             | Wedstrijdverslag           | 40', 66' Tami Groenendijk 47' Lena Mahieu 90+2' Elisha Kruize                                                                  | De Jong, Everaerts, Knol, Carleer, Tuin ( 86' Koster), Van Ginkel, Van Dijk, Groenewegen ( 75' Van der Vegt), Rijsbergen ( 59' Te Brake), Ravensbergen ( 46' Proost), Oude Elberink ( 75' Diekman)  |
| Finale                                                                         | FC Twente | 3 – 3 (3 – 4 na penalty's) | PSV | Opstelling FC Twente |
| 24 mei 2025 Aanvangstijd: 16.30 uur Plaats: Hengelo FC Twente-trainingscentrum | Danique van Ginkel Jaimy Ravensbergen 28', 74', 101' Kayleigh van Dooren Nikée van Dijk Danique van Ginkel Leonie Vliek Daniëlle de Jong | Wedstrijdverslag           | 66' Renate Jansen 76' Riola Xhemaili 120+2' Veerle Buurman Nina Nijstad Lore Jacobs Joëlle Smits Riola Xhemaili Veerle Buurman | De Jong, Everaerts ( 120' Van Dooren), Knol, Carleer, Tuin, Van Ginkel, Proost ( 65' Van der Vegt), Groenewegen ( 46' Te Brake), Oude Elberink ( 80' Vliek), Ravensbergen ( 106' Diekman), Van Dijk |

### Champions League
| Eerste Ronde                                                                     | FC Twente | 7 – 0 (2 – 0)    | Cardiff City | Opstelling FC Twente |
| 4 september 2024 Aanvangstijd: 19.00 uur Plaats: Enschede Sportpark Schreurserve | Kayleigh van Dooren 5', 17' Sophie te Brake 59' Anna Knol 72' Amanda Andradóttir 75' Suus Verdaasdonk 77' Jaimy Ravensbergen 90+2' (pen) | Wedstrijdverslag |              | Clark, Everaerts ( 67' Vliek), Knol, Carleer, Bormans, Van Ginkel ( 67' Verdaasdonk), Van Dooren ( 67' Galic), Te Brake, Hulst ( 80' Ivens), Ravensbergen, Peddemors ( 67' Andradóttir) |
| Tweede Ronde                                                                     | FC Twente | 5 – 0 (3 – 0)    | Valur        | Opstelling FC Twente |
| 7 september 2024 Aanvangstijd: 18.00 uur Plaats: Enschede Sportpark Schreurserve | Charlotte Hulst 22', 40' Nikée van Dijk 42', 90' Kayleigh van Dooren 69'                                                                 | Wedstrijdverslag |              | Clark, Vliek, Carleer, Knol, Tuin ( 74' Bormans), Van Ginkel, Te Brake ( 79' Proost), Van Dooren ( 78' Galic), Hulst ( 74' Andradóttir), Van Dijk, Peddemors ( 74' Everaerts)           |

| Play-off ronde                                                                                        | NK Osijek | 1 – 4 (1 – 1)    | FC Twente | Opstelling FC Twente |
| 18 september 2024 Aanvangstijd: 14.30 uur Plaats: Osijek Stadion Gradski                              | Lorena Balic 27' Ivana Kirilenko 68'                                                                                                 | Wedstrijdverslag | 7' Ella Peddemors 38' Sophie te Brake 54' Alieke Tuin 70' Nikée van Dijk 73' Danique van Ginkel 77' Amanda Andradóttir | Clark, Vliek ( 71' Everaerts), Knol, Carleer, Tuin, Van Ginkel, Van Dooren ( 83' Galic), Te Brake ( 71' Andradóttir), Hulst ( 71' Ravensbergen), Van Dijk ( 83' Ivens), Peddemors  |
| Play-off ronde                                                                                        | FC Twente | 4 – 0 (3 – 0)    | NK Osijek | Opstelling FC Twente |
| 26 september 2024 Aanvangstijd: 19.45 uur Plaats: Enschede De Grolsch Veste                           | Kayleigh van Dooren 25' Alieke Tuin 38' Sophie te Brake 45+1' Daniela Galic 50'                                                      | Wedstrijdverslag | 58' Kristina Nevrkla                                                                                                   | Clark, Everaerts, Knol, Carleer ( 46' Galic), Tuin, Te Brake, Van Dooren ( 46' Proost), Van Ginkel ( 46' Andradóttir), Vliek ( 46' Bormans), Ravensbergen, Peddemors ( 71' Ivens)  |
| Groepsfase                                                                                            | Celtic FC | 0 – 2 (0 – 1)    | FC Twente | Opstelling FC Twente |
| 8 oktober 2024 Aanvangstijd: 21.00 uur Plaats: Hamilton New Douglas Park Toeschouwers: 2784           | Caitlin Hayes 59' | Wedstrijdverslag | 44', 85' Kayleigh van Dooren                                                                                           | Clark, Vliek, Knol, Carleer, Tuin, Van Ginkel, Van Dooren ( 90' Galic), Te Brake, Andradóttir ( 86' Ivens), Van Dijk ( 86' Oude Elberink), Peddemors                               |
| Groepsfase                                                                                            | FC Twente | 1 – 3 (0 – 2)    | Chelsea FC | Opstelling FC Twente |
| 17 oktober 2024 Aanvangstijd: 21.00 uur Plaats: Enschede De Grolsch Veste Toeschouwers: 4000          | Nikée van Dijk 68' | Wedstrijdverslag | 7' Agnes Beever-Jones 18' Maika Hamano 63' (pen) Guro Reiten                                                           | Clark, Vliek, Knol, Carleer, Tuin, Van Ginkel, Van Dooren ( 74' Ivens), Te Brake ( 85' Proos), Andradóttir ( 79' Ravensbergen), Van Dijk, Peddemors ( 74' Hulst)                   |
| Groepsfase                                                                                            | Real Madrid | 7 – 0 (2 – 0)    | FC Twente | Opstelling FC Twente |
| 13 november 2024 Aanvangstijd: 18.45 uur Plaats: Madrid Estadio Alfredo Di Stéfano Toeschouwers: 1017 | Signe Bruun 3' Maria Mendez 16', 63' Naomi Feller 50' Caroline Weir 55' Oihane Hernandez 65' Carla Camacho 90+2'                     | Wedstrijdverslag | 84' Daniela Galic | Clark, Vliek, Knol, Carleer, Tuin ( 69' Everaerts), Van Ginkel ( 79' Galic), Van Dooren, Te Brake ( 69' Proost), Andradóttir ( 83' Hulst), Van Dijk ( 79' Ravensbergen), Peddemors |
| Groepsfase                                                                                            | FC Twente | 2 – 3 (2 – 2)    | Real Madrid CF | Opstelling FC Twente |
| 20 november 2024 Aanvangstijd: 18.45 uur Plaats: Enschede De Grolsch Veste Toeschouwers:              | Jaimy Ravensbergen 29' Sophie te Brake 90+6'                                                                                         | Wedstrijdverslag | 45+2' Linda Caicedo 71' Signe Bruun 77' Sheila Garcia 85' Misa 90+4' Alba Redondo                                      | Clark, Vliek, Knol, Carleer, Tuin, Van Ginkel, Van Dooren, Peddemors, Andradóttir, Ravensbergen, Van Dijk                                                                          |
| Groepsfase                                                                                            | Chelsea FC | 6 – 1 (4 – 1)    | FC Twente | Opstelling FC Twente |
| 11 december 2024 Aanvangstijd: 21.00 uur Plaats: Londen Stamford Bridge Toeschouwers: 10.500          | Catarino Macario 2' Maika Hamano 28' Oriane Jean-François 30' Mayra Rámirez 35' Erin Cuthbert 38' Sjoeke Nüsken 48' Ève Périsset 85' | Wedstrijdverslag | 29' (pen) Kayleigh van Dooren                                                                                          | Clark, Vliek ( 62' Everaerts), Knol, Carleer ( 81' Proost), Tuin, Van Ginkel ( 62' Te Brake), Van Dooren, Peddemors, Hulst ( 80' Diekman), Ravensbergen, Van Dijk ( 62' Ivens)     |
| Groepsfase                                                                                            | FC Twente | 3 – 0 (3 – 0)    | Celtic FC | Opstelling FC Twente |
| 17 december 2024 Aanvangstijd: 18.45 uur Plaats: Enschede De Grolsch Veste Toeschouwers:              | Kayleigh van Dooren 20' Lisa Maher-Rodgers 34' (e.d.) Natalie Ross 43' (e.d.) Kim Everaerts 52' Nikée van Dijk 64'                   | Wedstrijdverslag | 25' Amy Gallacher 39' Emma Lawton 78' Maria McAneny                                                                    | De Jong, Everaerts, Knol, Carleer, Tuin, Van Ginkel ( 80' Ravensbergen), Van Dooren ( 72' Galic 80' Verdaasdonk), Te Brake, Hulst ( 80' Diekman), Van Dijk, Peddemors ( 67' Ivens) |

UEFA Women’s Champions League 2024/25 Groep B 
| Pos | Team        | Wed | W | G | V | Ptn | DV | DT | +/− | Kwalificatie      |       | CHE   | RMA   | TWE   | CEL   |
| --- | ----------- | --- | - | - | - | --- | -- | -- | --- | ----------------- | ----- | ----- | ----- | ----- | ----- |
| 1   | Chelsea FC  | 6   | 6 | 0 | 0 | 18  | 19 | 6  | +13 | Naar kwartfinales |       |       | 3 – 2 | 6 – 1 | 3 – 0 |
| 2   | Real Madrid | 6   | 4 | 0 | 2 | 12  | 20 | 7  | +13 | Naar kwartfinales |       | 1 – 2 |       | 7 – 0 | 4 – 0 |
| 3   | FC Twente   | 6   | 2 | 0 | 4 | 6   | 9  | 19 | −10 |                   |       | 1 – 3 | 2 – 3 |       | 3 – 0 |
| 4   | Celtic FC   | 6   | 0 | 0 | 6 | 0   | 1  | 17 | −16 |                   | 1 – 2 | 0 – 3 | 0 – 2 |       |       |

## Statistieken FC Twente 2024/2025

### Tussenstand FC Twente in de Nederlandse Eredivisie Vrouwen 2024 / 2025
| Stand | Gespeeld | Gewonnen | Gelijk | Verloren | Punten | Doelpunten voor | Doelpunten tegen | Gele kaarten | Rode kaarten |
| ----- | -------- | -------- | ------ | -------- | ------ | --------------- | ---------------- | ------------ | ------------ |
| 1e    | 22       | 18       | 3      | 1        | 54     | 69              | 19               | 7            | 0            |

### Topscorers
| #      | Naam                               | Goal |
| ------ | ---------------------------------- | ---- |
| 1.     | Jaimy Ravensbergen                 | 23   |
| 2.     | Nikée van Dijk                     | 9    |
| 3.     | Kayleigh van Dooren                | 6    |
| 3.     | Leonie Vliek                       | 6    |
| 5.     | Sophie te Brake                    | 3    |
| 5.     | Charlotte Hulst                    | 3    |
| 5.     | Ella Peddemors                     | 3    |
| 5.     | Alieke Tuin                        | 3    |
| 9.     | Amanda Andradóttir                 | 2    |
| 9.     | Lieske Carleer                     | 2    |
| 9.     | Danique van Ginkel                 | 2    |
| 9.     | Lynn Groenewegen                   | 2    |
| 9.     | Rose Ivens                         | 2    |
| 9.     | Liz Rijsbergen                     | 2    |
| 9.     | Eigen doelpunt                     | 2    |
| 1.     | Chantal Schouwstra (sc Heerenveen) | 1    |
| Totaal | Totaal                             | 69   |

| #      | Naam                | Goal |
| ------ | ------------------- | ---- |
| 1.     | Jaimy Ravensbergen  | 3    |
| 2.     | Kayleigh van Dooren | 2    |
| 2.     | Charlotte Hulst     | 2    |
| 4.     | Nikée van Dijk      | 1    |
| 4.     | Lynn Groenewegen    | 1    |
| 4.     | Rose Ivens          | 1    |
| Totaal | Totaal              | 10   |

| #      | Naam               | Goal |
| ------ | ------------------ | ---- |
| 1.     | Jaimy Ravensbergen | 4    |
| 2.     | Nikée van Dijk     | 3    |
| 3.     | Sophie te Brake    | 1    |
| 3.     | Lieske Carleer     | 1    |
| 3.     | Liz Rijsbergen     | 1    |
| Totaal | Totaal             | 10   |

| #      | Naam                | Goal |
| ------ | ------------------- | ---- |
| 1.     | Kayleigh van Dooren | 3    |
| 2.     | Jaimy Ravensbergen  | 2    |
| 3.     | Nikée van Dijk      | 1    |
| Totaal | Totaal              | 6    |

| #              | Naam                | Goal |
| -------------- | ------------------- | ---- |
| 1.             | Kayleigh van Dooren | 8    |
| 2.             | Nikée van Dijk      | 4    |
| 3.             | Sophie te Brake     | 3    |
| 4.             | Amanda Andradóttir  | 2    |
| 4.             | Sophie te Brake     | 2    |
| 4.             | Charlotte Hulst     | 2    |
| 4.             | Jaimy Ravensbergen  | 2    |
| 4.             | Alieke Tuin         | 2    |
| 9.             | Daniela Galic       | 1    |
| 9.             | Anna Knol           | 1    |
| 9.             | Ella Peddemors      | 1    |
| 9.             | Suus Verdaasdonk    | 1    |
| Eigen doelpunt |                     |      |
| 1.             | Lisa Maher-Rodgers  | 1    |
| 1.             | Natalie Ross        | 1    |
| Totaal         | Totaal              | 29   |

| #      | Naam                        | Goal |
| ------ | --------------------------- | ---- |
| 1.     | Jaimy Ravensbergen          | 7    |
| 2.     | Nikée van Dijk              | 5    |
| 2.     | Kayleigh van Dooren         | 5    |
| 4.     | Amanda Andradóttir          | 2    |
| 4.     | Lieske Carleer              | 2    |
| 4.     | Jill Diekman                | 2    |
| 4.     | Imre van der Vegt           | 2    |
| 8.     | Merel Bormans               | 1    |
| 8.     | Daniela Galic               | 1    |
| 8.     | Britt Hoff                  | 1    |
| 8.     | Charlotte Hulst             | 1    |
| 8.     | Juul Oudenampsen            | 1    |
| 8.     | Ella Peddemors              | 1    |
| 8.     | Suus Verdaasdonk            | 1    |
| 8.     | Alieke Tuin                 | 1    |
| 8.     | Jette Wiefferink            | 1    |
| 8.     | Eigen doelpunt (PEC Zwolle) | 1    |
| Totaal | Totaal                      | 35   |

### Kaarten
| #      | Naam                | Kreeg geel |
| ------ | ------------------- | ---------- |
| 1.     | Kayleigh van Dooren | 2          |
| 1.     | Danique van Ginkel  | 2          |
| 3.     | Jaimy Ravensbergen  | 1          |
| 3.     | Imre van der Vegt   | 1          |
| 3.     | Leonie Vliek        | 1          |
| Totaal | Totaal              | 7          |

| #      | Naam   | Kreeg voor de tweede keer geel en dus rood |
| ------ | ------ | ------------------------------------------ |
| –      |        | 0                                          |
| Totaal | Totaal | 0                                          |

| #      | Naam   | Weggestuurd |
| ------ | ------ | ----------- |
| 1.     |        |             |
| Totaal | Totaal | '           |

## Voetnoten
ADO Den Haag · 
Ajax · 
AZ · 
Excelsior · 
Feyenoord · 
Fortuna Sittard · 
sc Heerenveen · 
PEC Zwolle · 
PSV · 
Telstar · 
FC Twente · 
FC Utrecht